# Азербайджан на Сурдлимпийских играх
Азербайджан участвует в летних Сурдлимпийских играх с Игр 1997 года (не участвовали в Играх 2005, 2013, 2022 годов), в зимних Сурдлимпийских играх на настоящий момент не участвовали ни разу. По состоянию на лето 2023 медалей на Играх ещё не выигрывали.
В период с 1957 по 1991 азербайджанские спортсмены участвовали в Играх как часть команды СССР.